# Єпархіальне управління
Єпархіальне управління — сукупність органів управління єпархії. У вузькому сенсі — виконавчо-розпорядчий орган єпархії, що знаходиться під безпосереднім керівництвом єпархіального архієрея і покликаний допомагати йому в здійсненні його виконавчої влади.
Згідно з Церковним Статутом УПЦ КП та РПЦ, «Єпархіальний архієрей керує діяльністю єпархіального управління і всіх єпархіальних установ, призначає та звільняє посадових осіб згідно зі штатним розкладом.». Єпархіальне управління повинно «мати канцелярію, бухгалтерію, архів та необхідну кількість інших відділів, які забезпечують видавничу, інформаційну, соціально-благодійницьку, просвітницько-виховну, будівельно-реставраційну, господарську та інші види єпархіальної діяльність». Секретар Єпархіального управління несе відповідальність за діловодство єпархії і допомагає архієрею в управлінні єпархією і в керівництві єпархіального управління. Відповідно до Статуту УПЦ КП та РПЦ єпархія розділяється на благочинні округи на чолі з благочинними, яких призначає правлячий архієреєй. Їх кордони і найменування визначаються єпархіальною радою. В кожній єпархії існують органи єпархіального управління. Діяльність єпархіальних управлінь, як і інших єпархіальних установ регламентується єпархіальними статутами та архієрейськими розпорядженнями. Релігійна громада, яка бажає ввійти до складу УПЦ КП, повідомляє про це Єпархіальне управління, яке може таку громаду прийняти чи не прийняти.
Для допомоги Патріарху Київському і всієї Руси-України в управлінні Київською єпархією у її межах діє окреме єпархіальне управління, яке на правах єпархіального архієрея очолює місцеблюститель патріаршого престолу.

## Канонічні підстави єпархіального управління
Вища влада в єпархії відповідно до еклезіологічного вчення православної Церкви, канонами і іншими основоположними церковно-правовими актами належить правлячому архієрею. Його помічниками можуть бути інші єпископи, які тепер названі вікаріями. В управлінні єпархією в якості допоміжних, консультативних та виконавчих органів беруть участь ф інші установи, в тому числі колегіальні, наприклад: духовні консисторії, єпархіальні збори і єпархіальні ради, однак повнота законодавчої, адміністративної і судової влади належить правлячому єпископові, якому вона вручена Богом як насліднику апостолів. Єпископ обмежений лише соборними органами вищої влади Помісної Церкви, які очолює її Предстоятель.
Права і обов'язки правлячого єпископа визначаються тим, що він є верховним учителем віри в своїй єпархії та головним правителем її справ. На єпископа, як вчителі віри, покладено проповідування Євангелія і поширення християнського вчення в єпархії. Влада єпископа має підстави в Священному Писанні («Проповідуй Слово, допоминайся вчасно-невчасно, докоряй, забороняй, переконуй з терпеливістю та з наукою.» — 2 Тим 4:2) і в канонах Церкви ("Єпископ або пресвітер, що не дбає про свій причет, і про людей і не вчить їх благочестя, нехай буде відлучений. Якщо ж і надалі виявлятиме таке недбальство й лінощі, нехай буде позбавлений сану. "- 58 Апостольське правило).
Єпископ може здійснювати в єпархії всі священнодійства, причому виключно йому належить право рукоположення ієреїв, дияконів і нижчих кліриків (1 Тим 5. 22; Тит 1. 5; Ап. 2; Труль. 33; VII Всел. 14; Лаодик. 26) і освячення антимінсів. Візантійський каноніст патріарх Феодор IV Вальсамон у тлумаченні на 26 парвило Лаодикійського собору відзначав: "Для того ймовірно придумані і антимінси і приготування від місцевих архієреїв в той час, коли вони здійснюють освячення церкви, щоб класти їх на святі трапези молитовних осель і щоб вони цілком заміняли приналежності святого жертвеника святої трапези, тобто вчинення освячення, і разом щоб свідчили, що з єпископського дозволу в молитовному домі відбувається священнодійство ". У 31 правилі Тулльського собору сказано: «Визначаємо, щоб священнослужителі, що священнодіють або хрестять в молитовних храмах, які перебувають всередині будинків, творили це не інакше, як з волі місцевого єпископа».